# Cymindis dostojewskii
Cymindis dostojewskii es una especie de coleóptero de la familia Carabidae.

## Distribución geográfica
Habita en Israel, Palestina, Líbano y Siria.